# جون همفري نويز
جون همفري نويز (بالإنجليزية: John Humphrey Noyes)‏ هو داعية أمريكي، ولد في 3 سبتمبر 1811 في براتلبورو في الولايات المتحدة، وتوفي في 13 أبريل 1886 في نياجارا فولز في كندا.

## وصلات خارجية
- جون همفري نويز على موقع الموسوعة البريطانية (الإنجليزية)
- جون همفري نويز على موقع إن إن دي بي (الإنجليزية)